# Jang Hyun-soo
Jang Hyun-soo (28 september 1991) is een Zuid-Koreaans voetballer.

## Carrière
Jang Hyun-soo tekende in 2012 bij FC Tokyo.

## Zuid-Koreaans voetbalelftal
Jang Hyun-soo debuteerde in 2013 in het Zuid-Koreaans nationaal elftal. In november 2018 maakte de Zuid-Koreaanse voetbalbond bekend dat Jan nooit meer zou mogen uitkomen voor de nationale ploeg, aangezien hij gesjoemeld had met het aantal uren gemeenschapsdienst die hij had gedaan ter vervanging van de dienstplicht waarvoor hij was vrijgesteld na het winnen van goud op de Aziatische Spelen 2014. In totaal speelde hij 58 wedstrijden voor de nationale ploeg, waarin hij drie keer scoorde.
1 Kim Seung-gyu ·
2 Lee Yong ·
3 Jung Seung-hyun ·
4 Oh Ban-suk ·
5 Yun Young-sun ·
6 Park Joo-ho ·
7 Son Heung-min ·
8 Ju Se-jong ·
9 Kim Shin-wook ·
10 Lee Seung-woo ·
11 Hwang Hee-chan ·
12 Kim Min-woo ·
13 Koo Ja-cheol ·
14 Hong Chul ·
15 Jung Woo-young ·
16 Ki Sung-yong  ·
17 Lee Jae-sung ·
18 Moon Seon-min ·
19 Kim Young-gwon ·
20 Jang Hyun-soo ·
21 Kim Jin-hyeon ·
22 Go Yo-han ·
23 Cho Hyun-woo ·
Coach: Shin Tae-yong